# Pierre Gasly
Pierre Gasly, francoski dirkač, * 7. februar 1996, Rouen, Francija.
Gasly je od leta 2014 nastopal v seriji GP2, kjer je v sezoni 2016 osvojil naslov prvaka. V sezoni 2017 je debitiral v Formuli 1 z moštvom Toro Rosso, nastopil je na petih dirkah ob koncu sezone.

## Rezultati Formule 1
(legenda) (odebeljene dirke pomenijo najboljši štartni položaj, poševne pa najhitrejši krog, †-uvrščen kljub odstopu)
| Leto | Moštvo                       | Šasija                    | Motor                 | 1       | 2     | 3      | 4       | 5       | 6     | 7      | 8       | 9      | 10    | 11      | 12    | 13    | 14     | 15     | 16      | 17     | 18     | 19     | 20     | 21      | Prv | Toč |
| ---- | ---------------------------- | ------------------------- | --------------------- | ------- | ----- | ------ | ------- | ------- | ----- | ------ | ------- | ------ | ----- | ------- | ----- | ----- | ------ | ------ | ------- | ------ | ------ | ------ | ------ | ------- | --- | --- |
| 2017 | Scuderia Toro Rosso          | Toro Rosso STR12          | Toro Rosso 1.6 V6 t   | AVS     | KIT   | BAH    | RUS     | ŠPA     | MON   | KAN    | AZE     | AVT    | VB    | MAD     | BEL   | ITA   | SIN    | MAL 14 | JAP 13  | ZDA    | MEH 13 | BRA 12 | ABU 16 |         | 21. | 0   |
| 2018 | Red Bull Toro Rosso Honda    | Toro Rosso STR13          | Honda RA618H 1.6 V6 t | AVS Ret | BAH 4 | KIT 18 | AZE 12  | ŠPA Ret | MON 7 | KAN 11 | FRA Ret | AVT 11 | VB 13 | NEM 14  | MAD 6 | BEL 9 | ITA 14 | SIN 13 | RUS Ret | JAP 11 | ZDA 12 | MEH 10 | BRA 13 | ABU Ret | 15. | 29  |
| 2019 | Aston Martin Red Bull Racing | Red Bull Racing RB15      | Honda RA619H 1.6 V6 t | AVS 11  | BAH 8 | KIT 6  | AZE Ret | ŠPA 6   | MON 5 | KAN 8  | FRA 10  | AVT 7  | VB 4  | NEM 14† | MAD 6 |       |        |        |         |        |        |        |        |         | 7.  | 95  |
| 2019 | Red Bull Toro Rosso Honda    | Scuderia Toro Rosso STR14 | Honda RA619H 1.6 V6 t |         |       |        |         |         |       |        |         |        |       |         |       | BEL 9 | ITA 11 | SIN 8  | RUS 14  | JAP 7  | MEH 9  | ZDA 16 | BRA 2  | ABU 18  | 7.  | 95  |